# Софія Генрієтта Ройсс-Унтерграйцька
Софія Генрієтта Ройсс-Унтерґряйцька (нім. Sophie Henriette Reuß zu Untergreiz, 19 вересня 1711 — 22 січня 1777) — графиня з дому Ройссів, донька графа Ройсс  Унтер-Грайцкого Генріха XIII та принцеси Штольберг-Ізенбурзької Софії Єлизавети, дружина князя Шварцбург-Рудольштадту Людвіга Гюнтера II.

## Біографія
Народилась 19 вересня 1711 року у Грайці. Була одинадцятою дитиною та шостою донькою в родині графа Ройсс Унтер-Грайцкого Генріха XIII та його дружини Софії Єлизавети Штольберг-Ізенбурзької. Мала старших сестер Крістіану Доротею й Ернестіну Емілію та братів Генріха III, Генріха IV, Генріха V та Генріха VI. Інші діти померли до її народження.
У 22 роки стала дружиною принца Шварцбург-Рудольштадтського Людвіга Гюнтера, якому в день весілля виповнювалося 25 років. Вінчання пройшло 22 жовтня 1733 року у Грайці. У подружжя народилося четверо дітей.
Перший час сімейство мешкало у Гайдексбурзі, а у 1742 році — перебралося до новозбудованого Людвігсбургу. Чоловік Софії Генрієтти мав пристрасть до коней, збирав колекцію монет і витворів мистецтва.
У липні 1767 року він став правлячим князем Шварцбург-Рудольштадту, й подружжя повернулося до Гайдексбургу.
22 січня 1777 року Софія Генрієтта пішла з життя. Була похована у замковій кірсі Шварцбургу. У 1940 році прах її та інших членів родини був перепохований у міській церкві Святого Андреаса в Рудольштадті.

## Родина
Чоловік —  Людвіга Гюнтер
Діти:
- Фредеріка Софія (1734) — прожила 1 день;
- Крістіана Фредеріка (1735—1788) — одружена не була, дітей не мала;
- Фрідріх Карл (1736—1793) — князь Шварцбург-Рудольштадту у 1790—1793 роках, був двічі одруженим, мав шестеро дітей від першого шлюбу;
- Крістіан Ернст  (1739) — прожив 3 місяці.